# イー☆リャン
イー☆リャンとは、かつての日本の女性お笑いコンビである。大阪を中心に活動していた当時はケーエープロダクションに在籍、東京に来てからはオフィス北野に所属していた。

## メンバー
- イー（本名　鬼塚和未/おにづか　かずみ、1974年12月26日 - ）

ボケ役。立ち位置は向かって右。大阪府高槻市出身。A型。身長は165cm、イー☆リャン当時のスリーサイズはＢ83Ｗ60Ｈ90、体重50kg、足のサイズ24cm。当時はおかっぱ風の髪型をしていたこともあった。解散後は、ピン芸人時代、マリア結成後も「イーちゃん」の名前で活動。2009年10月からマリアのメンバーとしてサンミュージック企画所属となる。
- リャン（本名　兼重泰子/かねしげ　やすこ、1977年8月2日 - ）

ツッコミであるが自称『感心役』。立ち位置は向かって左。大阪府大阪市東成区出身。AB型。身長は165cm、体重は50kg。映画を作りたいという願望があり、既に脚本を作製したとのことである。弟の清志もお笑い芸人であり、松竹芸能のお笑いコンビ、パワフルコンビーフのツッコミ役として活動している。
- 二人とも、目標としていたのは中学生時代から好きなダウンタウンだったという[2]。

## コンビ名の由来
中国語で『1、2』（イー ＝ 1、リャン ＝ 両（2））から来ている。イーが役者をやっていた時の先輩が2人の名前を略して『鬼重』とし、それぞれに1、2と番号付けするような意味で『鬼重イー』『鬼重リャン』と呼んでいたことからとのことで、中国語由来になったのは、イーが餃子の王将でアルバイトをしていたことからである。

## 来歴
- 鬼塚和未、兼重泰子の二人は劇団の養成所で出会い、この二人のほか数人で最初は『劇団スポンヂ+ナスビ美人』を結成して活動、その後鬼塚、兼重と横田ナツコ、中野π子、キャロルの5人組でコント集団『ザ★ヨウコ』（自称、ザ・ドリフターズの女版）を結成して活動。この第1回公演を見に来ていたケーエープロダクションの社長に鬼塚、兼重の2人が誘われる形で事務所入りし（この時に『（この事務所に所属している）横山ホットブラザーズに会えるで』とそそのかされたからとのこと）、2001年5月結成される（なお『ザ★ヨウコ』はイー☆リャンの活動と並行して、不定期で活動していた）[3]。
- 2002年8月に『今宮戎新人漫才コンクール』で決勝進出、同年から地元・大阪で『イー☆リャンだらけの博覧会』などの単独ライブを始める。
- 2003年、2004年と2年連続で『M-1グランプリ』 の準決勝に進出。
- 2005年に上京し、オフィス北野に移籍。
- 2007年4月12日に新宿で、東京での初の単独ライブ『ウンウンライブ』を行う。
- 2008年12月22日・12月23日に行われた『かわら長介プロデュース公演 牛馬頭（ごめず）のゲーム』（大田区民プラザ大ホール）が二人のイー☆リャンとしての最後の活動となり、この日をもって解散[4]。リャン（兼重）は芸人を引退、イー（鬼塚）は「イー☆ちゃん」の名前で、解散直後はピン芸人に転向。イーは引き続きオフィス北野に所属していたが、2009年5月31日を以ってオフィス北野を退社。その後もフリーで芸人活動を続け[5]、同年10月からはお笑いコンビ『マリア』でサンミュージック企画所属となった。

## 芸風
- 主に朴訥とした口調で漫才を展開。ツッコミならぬ『感心』とボケのコンビを自称している。ただオチなどの要所ではリャンが突っ込みに入ることもあった。
- イーが意味不明のような受け答えをすることもあった。

## 出演経歴

### テレビ番組
- 爆笑オンエアバトル（NHK総合）戦績0勝4敗 最高281KB
  - 2回目の出演から3回目の出演まで4年8ヶ月かかった。番組のブランク出演記録である。
- 上方演芸ホール（NHK総合）
- 新鮮!ええもん直送便（サンテレビ） - レギュラー
- 高知丸かじりMAP（高知放送） - レポーター
- 世にも奇妙な物語 2012年 春の特別編「スウィート・メモリー」（フジテレビ） - 赤井佳恵

その他、多くのコント番組、お笑い番組に出演。

### ラジオ番組
- ありがとう浜村淳です（MBSラジオ）

### オンライン番組
- 貝印プレゼンツ カン違いな使い方